# Lasarte-Oria
Lasarte-Oria és un municipi de Guipúscoa, de la comarca del Donostialdea. És un municipi de nova creació, constituït per les Juntes Generals de Guipúscoa en norma foral 1/1986 en sessió celebrada el 31 de gener de 1986 i en la part del qual dispositiva primera deia "Aprovar les segregacions dels termes Municipals d'Andoain, Hernani i Urnieta, que figuren en els acords adoptats pels seus respectius Ajuntaments per a constituir un nou Municipi amb la denominació de Lasarte-Oria". La sessió de constitució de la comissió gestora del nou municipi es va realitzar el 15 de febrer de 1986, sent aquesta la data que, tradicionalment, es dona com data de creació de Lasarte-Oria.

## Etimologia del nom
La transcripció al català seria Lasarte-Òria. La denominació composta fa referència als dos nuclis històrics que componen el municipi, el de Lasarte que pertanyia a Hernani i Urnieta i el d'Oria que pertanyia a Urnieta i a Andoain i de la fusió del qual va sorgir l'actual municipi. Segons Manuel de Lekuona el nom de Lasarte vol dir etimològicament "lloc situat entre regates" (provindria del basc lats artse). Existeixen diversos llocs anomenats Lasarte al País Basc. A més del més conegut, que és aquest Lasarte-Oria de Guipúscoa, hi ha un petit poble pertanyent al municipi de Vitòria que es diu també Lasarte, així com un barri d'Igorre a Biscaia del mateix nom. D'altra banda el nom d'Oria deriva directament del nom del riu Oria en les ribes del qual se situa aquest nucli. (Oria era el barri d'Urnieta situat al costat d'aquest riu, mentre que el poble es trobava en la veïna vall de l'Urumea). El gentilici adequat per a referir-se als habitants de Lasarte-Oria és el de lasarteoriatarras. Existeix també el d'oriatarras per a referir-se als habitants del nucli d'Oria i per als del nucli de Lasarte està lasartearras, però erra qui amb aquest últim pretengui englobar a tots els lasarteoriatarres.

## Demografia
| 1986   | 1996   | 2000   | 2005   | 2006   |
| ------ | ------ | ------ | ------ | ------ |
| 18.000 | 17.806 | 17.597 | 17.647 | 17.582 |

## Lasarteoriatarres coneguts
- Plazido Muxika (1906-1982), jesuïta, va publicar obres com el primer diccionari castellà-basc (1965).
- Victorio Vicuña Ferrero (1913-2001), conegut com a Julio Oria: Destacat militant i dirigent del PCE. Després de lluitar en la Guerra Civil Espanyola i exiliar-se a França va formar part de la Resistència a França i posteriorment va ser l'organitzador del maquis en la zona nord d'Espanya. (País Basc, Cantàbria i Astúries). Després de la mort de Franco va tornar a Oria i va ser triat regidor del PCE per Urnieta.
- Ángeles del Infierno (1976): Banda de Heavy Metal. És una de les bandes més importants de Metal en castellà.
- Harkaitz Cano (1975): Escriptor en llengua basca. És una de les principals figures del panorama literari basc actual. També guionista de televisió.
- Joseba Tapia (1965): Trikitilari. Ha estat component del grup folk basc Tapia eta Leturia.
- Ana Urchueguía (1952): Alcaldessa socialista de Lasarte-Oria des de la fundació del municipi. És una destacada personalitat dintre del PSE-PSOE. Ha estat també juntera a les Juntes Generals de Guipúscoa i senadora al Senat de Madrid.
- Julio Olaizola (1950): Futbolista. Va jugar en la Reial Societat 10 temporades i es va proclamar amb aquest equip 2 vegades campió de Lliga. Jugava de lateral esquerre.

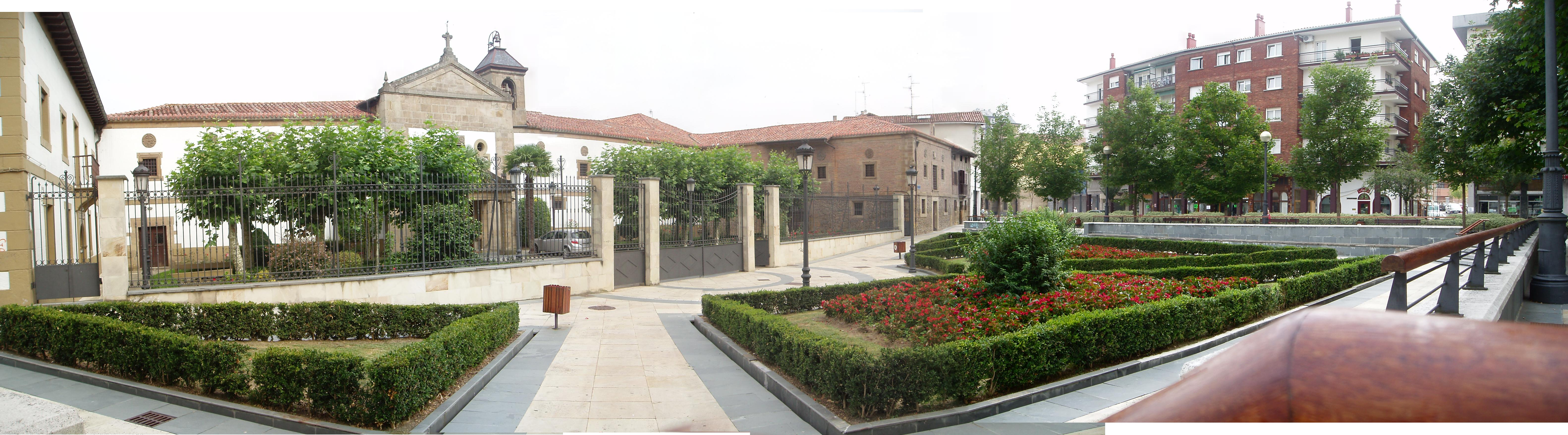
Plaça de les Brígides.

- Kontxu Uzkudun (1943): dissenyadora de moda.
- José Antonio Irulegui (1937): futbolista i entrenador.
- Antonio Mercero (1936): Director de cinema i televisió. És l'autor de populars sèries de TV com: Verano Azul o Farmacia de Guardia. També ha dirigit diverses pel·lícules.
- Rafael Díez Usabiaga (1956), sindicalista de LAB.